# Cella Monte
Cella Monte (piemontesisch Sela oder Selamont) ist eine Gemeinde in der italienischen Provinz Alessandria (AL), Region Piemont. Cella Monte zählt zu den schönsten Orte Italiens.

## Lage und Einwohner
Die Gemeinde Cella Monte liegt 33 Kilometer nordwestlich von der Provinzhauptstadt Alessandria entfernt im Zentrum der Weinbauregion Monferrato, das zusammen mit denen von Langhe und Roero seit 2014 zum UNESCO-Weltkulturerbe gehören. Das Gemeindegebiet umfasst eine Fläche von 5,6 km² und hat 456 (Stand 31. Dezember 2023) Einwohner.
Die Nachbargemeinden sind Frassinello Monferrato, Ottiglio, Ozzano Monferrato, Rosignano Monferrato und Sala Monferrato.

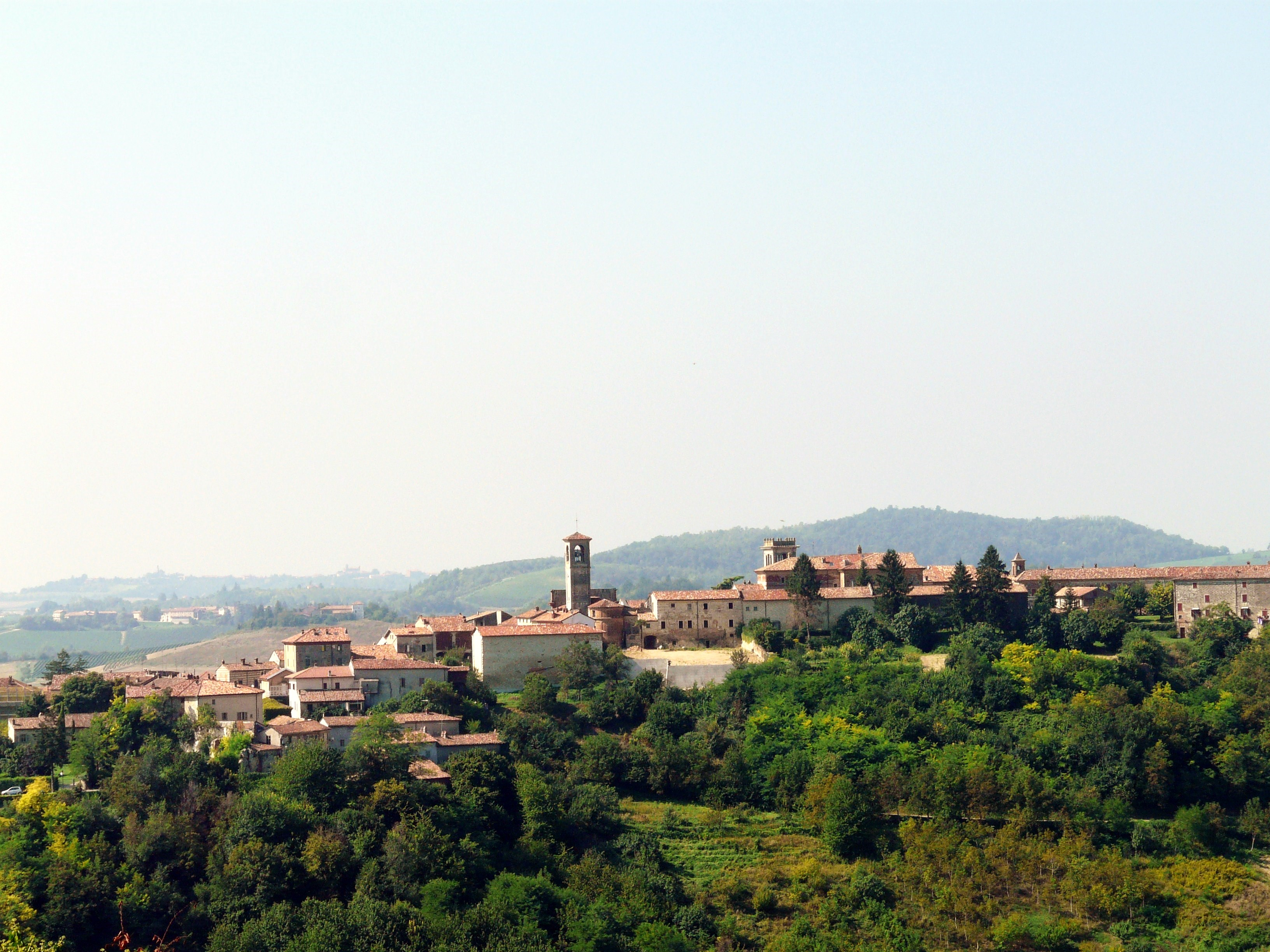
Panorama

## Geschichte

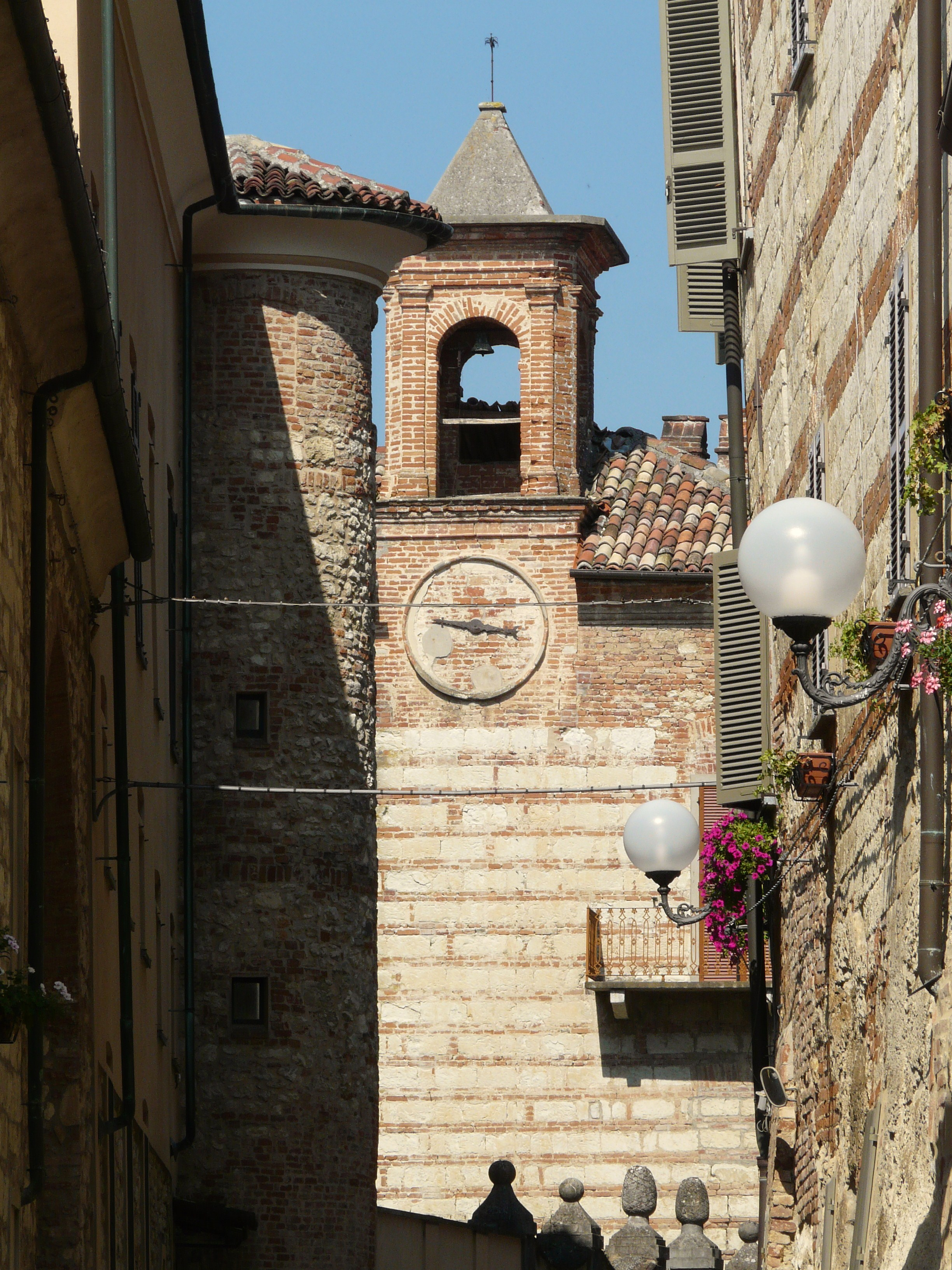
Gasse im Zentrum

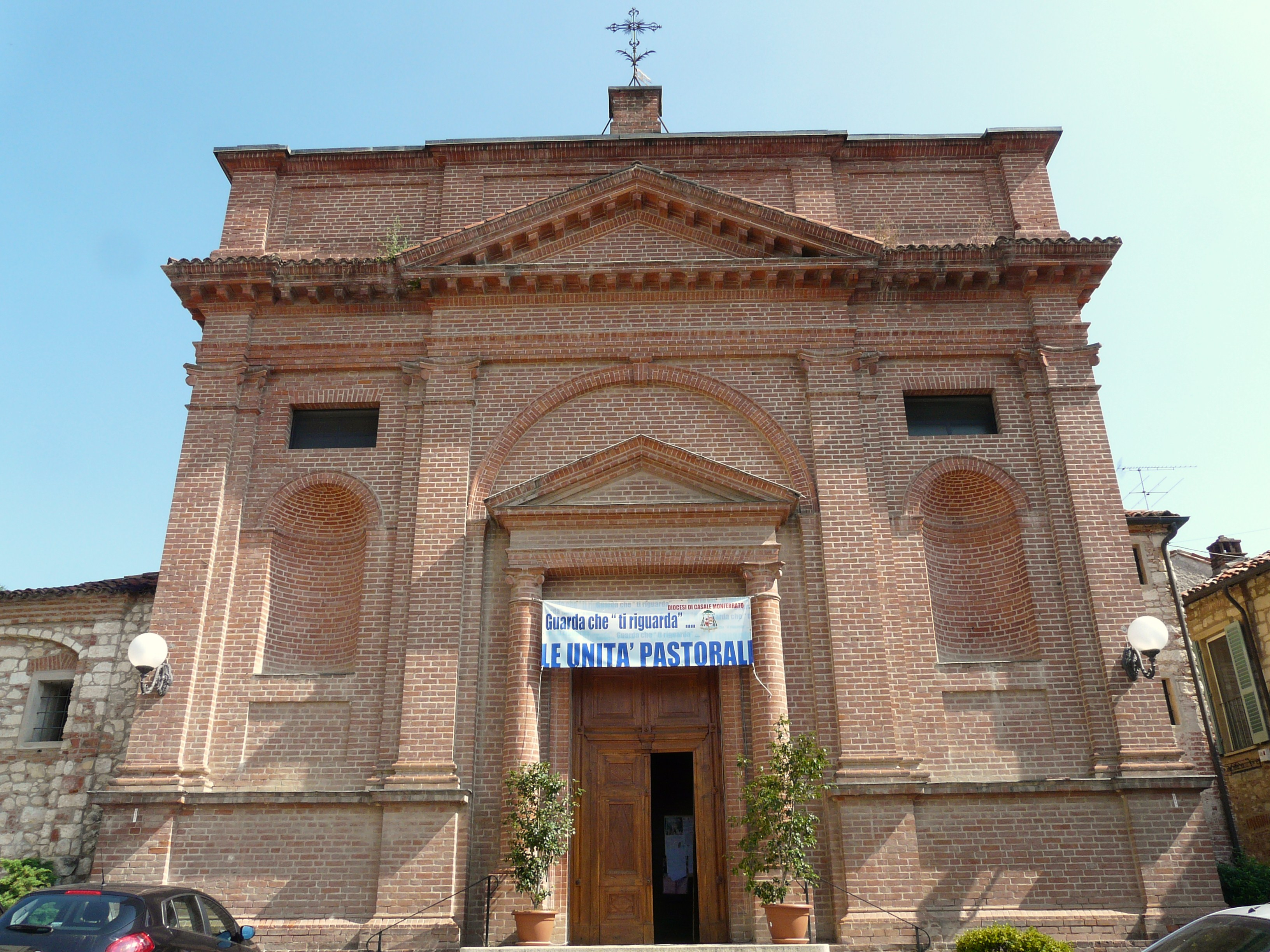
Kirche der Heiligen Quirico und Giulitta

Der Ortsname leitet sich von der Fähigkeit des Landes ab, Nahrungsmittel über einen langen Zeitraum hinweg zu lagern, was darauf hindeutet, dass der Begriff „Cella“ eine „Lagerstätte von Landfrüchten“ bedeutet. Die Mittelalterliche Zeugnisse bezeugen sowohl Plural- als auch Singularformen, CELLARUM und CELLE. Der Zusatz Monte wurde 1863 hinzugefügt.
Es wurde im Mittelalter erbaut und diente in der Römerzeit als Aufbewahrungsort für die von den Milizen gesammelten Lebensmittel. Es war im Besitz der Markgrafen von Ivrea, der Bischöfe von Vercelli und der Markgrafen von Monferrato, bis es 1116 vom Kaiser Heinrich I. als Lehen an die Brüder Guido und Gherardo Cane abgetreten wurde. Ab dem 13. Jahrhundert und blieb bis zum Beginn des 18. Jahrhunderts in den Händen zahlreicher Herren der Region, darunter der Marescalchi, der Pocaparte, der Oglieri, der Francia, der Ardizzone und die Cocconatos. 
Im Jahr 1630, während der schrecklichen Pest, verloren fast alle Einwohner ihr Leben. Mit dem Eintritt der Familie Savoyen gelangte auch sie, wie viele andere umliegende Gemeinden, in den Besitz der Savoyer.

## Sehenswürdigkeiten
- Das Schloss von Ardizzone, in dem noch einige der alten romanischen Tuffsteinfenster erhalten sind.[4]
- Das Haus von Francia, gelegen auf einem Felsvorsprung mit Blick auf das Rosignano-Tal.
- Die Pfarrkirche der Heiligen Quirico und Giulitta aus dem Jahr 1610, in deren Inneren Gemälde aus dem 18. Jahrhundert und ein Gemälde von Moncalvo erhalten sind.
- Das Oratorium von Sant'Antonio, das zwischen dem 17. und 18. Jahrhundert erbaut wurde und heute Schauplatz zahlreicher Musikveranstaltungen ist.
- Die zahlreichen charakteristischen Infernot, in denen Wein bei idealer Temperatur gelagert werden kann, die im Laufe der Jahrhunderte in den Tuffstein unter einigen Häusern gegraben wurden.[5]

## Kulinarische Spezialitäten
Bei Cella Monte werden Reben der Sorte Barbera für den Barbera d’Asti, einen Rotwein mit DOCG Status angebaut. Der Ort gehört auch zum Anbaugebiet für den DOC-Wein Monferrato.